# Jan Nepomuk z Waldstein-Wartenbergu
Jan Nepomuk hrabě z Waldstein-Wartenbergu, též z Valdštejna-Vartenberka (německy Johann Nepomuk Graf von Waldstein-Wartenberg; 21. nebo 25. srpna 1809 Vinné – 3. června 1876 Vídeň) byl uhersko-rakouský šlechtic z duchcovské linie českého šlechtického rodu Valdštejn-Vartenberků, doktor práv a humanitních věd, sběratel umění, c. k. komorník a skutečný tajný rada, člen Uherské akademie věd.

## Život

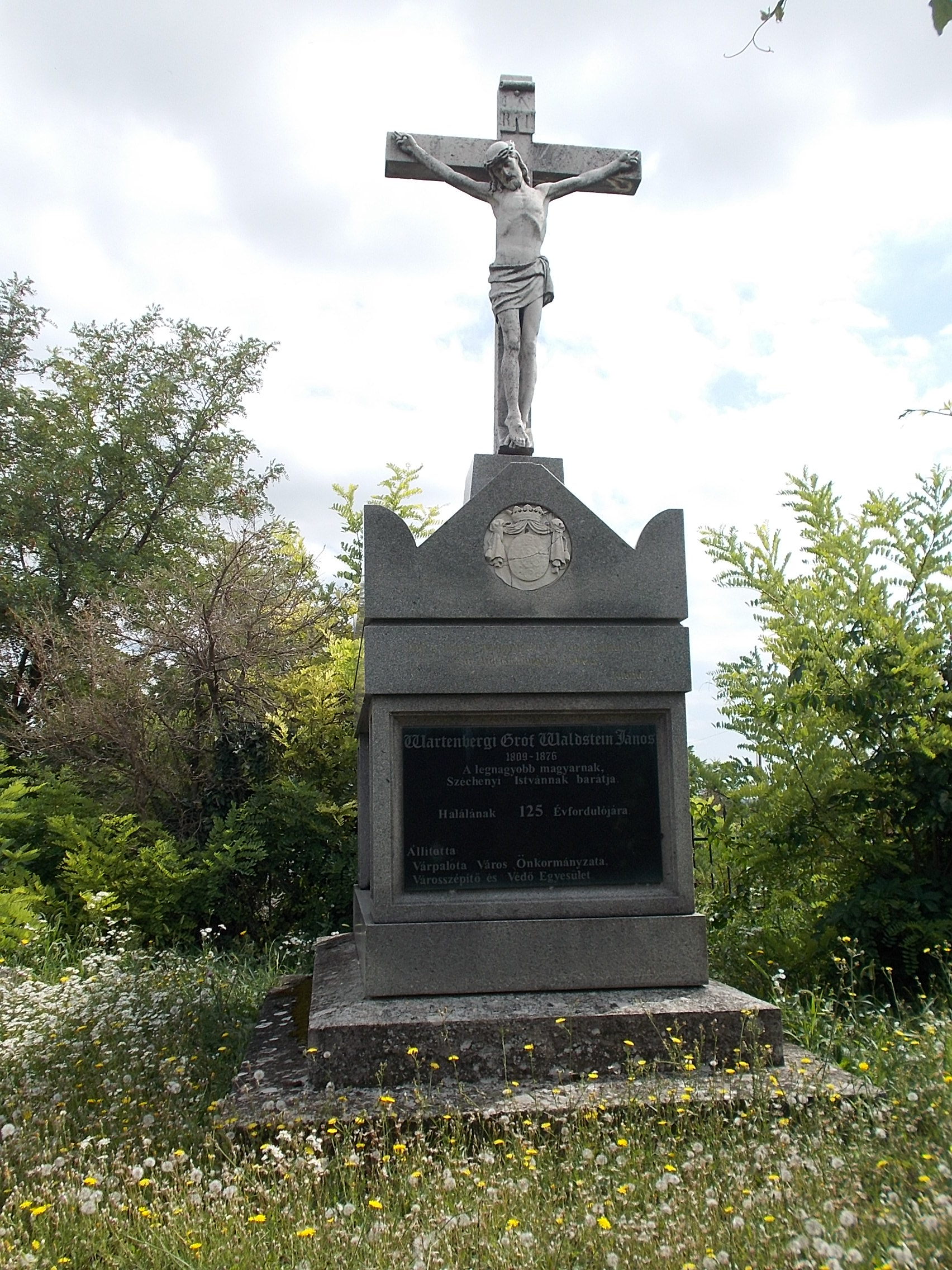
Hrob hraběte Waldstein-Wartenberga ve Várpalotě

Narodil se jako syn hraběte Emanuela Jana z Waldstein-Wartenbergu (1773–1829) a hraběnky Marie Terezie (1776–1826) Stárayové z Nagy-Mihályi. Měl starší bratry Josefa (1801–1868), Albrechta (1802–1868), který se stal generálmajorem, a sestru Marii (1806–1865). Bratr Ludvík (1804–1806) zemřel ještě před jeho narozením.
Jan Nepomuk se angažoval ve veřejném životě v Uhrách a od roku 1831 byl členem uherské královské dvorské komory.
Ve 30. letech 19. století byl stoupencem Štěpána Széchenyiho, ale později se jejich cesty rozešly.
V roce 1861 se stal županem Užského okresu. Od roku 1871 byl také prezidentem Národní komise pro výtvarné umění.
Byl mu udělen velkokříž řádu Františka Josefa, belgického řádu krále Leopolda, mexického řádu Guadeloupe a rytířem královského Řádu svatého Štěpána a Maltézského řádu.
Byl majitelem panství Nagymegyer v Komárenské župě.
Hrabě Jan Nepomuk z Valdštejna zemřel 3. června 1876 ve Vídni. Byl pochován na hřbitově ve městě Várpalota.

## Manželství
V únoru 1844 se oženil s hraběnkou Marií Terezií Zichyovou z Vaszonykeő (1813–1868), jejich manželství zůstalo bezdětné.
Po smrti své první manželky se 18. listopadu 1871 se v moravských Letovicích oženil s hraběnkou Adélou Kálnokyovou z Köröspataku (1843–1905), ani z tohoto manželství se však nenarodily žádné děti. Zámek v Číčově po smrti manžela zdědila jeho druhá manželka Adéla, která jej odkázala následně svému nejmladšímu bratru Hugovi Kálnoky.

## Jeho spisy
- Specimen. tentaminis ex jure ecclesiastico universo, item iure civili romano atque diplomatica. Pestini, 1819
- Materia tentaminis ex iure patrio et criminali. Pestini, 1820
- Assertiones ex universa iuris prudentia et scientiis politicis, pro consequenda... juris universi doctoratus laurea... publice propugnavit. Budae, 1829